# Аметьево (посёлок)
Аме́тьево (тат. Әмәт, МФА: [æˈmæt]) — микрорайон (посёлок) в Вахитовском районе Казани. Вошёл в черту города в 1934 году.

## История
По преданию, деревню основал татарин Ахмет во времена Казанского ханства. От его имени и произошло название: Ахметева — Аметева — Аметьево. По другой версии название имеет татарское происхождение: Ахмедавылы (авыл — тат. деревня) — Аметтавы — Аметьево.
Когда войска Ивана Грозного захватили Казань, выжившие были выселены, на их место пришли русские переселенцы. Земли сначала передали воеводе Булгакову, а в августе 1555 они перешли к архиепископу Казанскому Гурию.
Деревня Аметева на Арском поле упоминается в писцовой книге 1565—1568 гг. Деревня была отдана окольничему Лыкову, а потом вошла в состав деревень Благовещенского собора.
С середины XIX века до 1927 года деревня входила в Воскресенскую волость Казанского уезда Казанской губернии (с 1920 года — Арского кантона Татарской АССР). После введения районного деления в Татарской АССР в составе Казанского пригородного района. На низшем административном уровне до первой половины 1930-х года Аметьево входило в Аметьевский сельсовет, образованный в 1918 году, с 1932 года в Горкинский сельсовет.. После присоединения к Казани посёлок входил в состав Бауманского (до 1935), Молотовского (1935—1942), Свердловского (1942—1956), Приволжского (1956—1973) и Вахитовского (с 1973) районов.

## Известные люди
В возрасте 5—7 лет оперный певец Федор Шаляпин жил в доме мельника Тихона Карповича. Дом частично сохранился и находится по адресу Аметьевская ул., 16.

## Улицы
- Альпинистов (тат. Әлпинисләр урамы, Alpinislar uramı, бывшая 11-я Проектная улица, переименована решением горисполкома № 755 от 1 ноября 1953 года). Начинаясь от улицы Грибоедова, заканчивается пересечением с Крымской улицей. Почтовый индекс — 420105.
- Аметьевская. Дом № 72а — жилой дом Казанского хладокомбината.[17]
- Аметьевский переулок (тат. Әмәт тыкрыгы, Ämät tıqrığı, бывшая улица Дружбы, переименована решением горисполкома № 631 от 4 октября 1961 года). Начинаясь от Аметьевской улицы, заканчивается у дома № 12 по 2-й Подгорной улице. Почтовый индекс — 420105.
- Братская (тат. Братск урамы, Bratsk uramı, бывшая 12-я Проектная улица, переименована решением горисполкома № 755 от 1 ноября 1953 года). Начинаясь у дома № 1б, заканчивается пересекает Аметьевскую улицу и заканчивается пересечением с Моторной улицей. Почтовый индекс — 420105.
- Бригадная (бывшая 9-я Проектная улица, переименована решением горисполкома № 755 от 1 ноября 1953 года). Начинаясь от Маршальской улицы, заканчивалась пересечением с Дачной улицей. Прекратила свое существование в 1980-е годы в связи с застройкой местности многоэтажными домами.
- Вятская (тат. Нократ урамы, Noqrat uramı). Начинаясь от Аметьевской улицы, пересекает Старо-Аметьевскую улицу, затем прерывается; вновь начинается и пересекает Вятский переулок, после чего заканчивается. Почтовый индекс — 420049, 420105.
- Газонная 1-я (тат. 1 нче Газун урамы, 1 nçe Gazun uramı, бывшая 4-я Проектная улица, переименована решением горисполкома № 755 от 1 ноября 1953 года). Начинаясь от Дачной улицы, пересекает Поперечно-Чебоксарскую улицу, затем разветвляется; первая ветвь улицы уходит в сторону улицы Вятский Овраг, а вторая, поворачивает на юг и заканчивается пересечением с Чебоксарской улицей. Почтовый индекс — 420105.
- Газонная 2-я (тат. 2 нче Газун урамы, 2 nçe Gazun uramı). Начинаясь от улицы Грибоедова, заканчивается пересечением с Моторной улицей. Почтовый индекс — 420105.
- Гайдара (тат. Гайдар урамы, Gaydar uramı, бывшая 8-я Проектная улица, переименована решением горисполкома № 755 от 1 ноября 1953 года). Названа в честь писателя Аркадия Гайдара.[18] Начинаясь от Маршальской улицы, пересекает Дачную улицу и заканчивается пересечением с Железнодорожной улицей. Почтовый индекс — 420105.
- Грибоедова (тат. Грибоедов урамы, Griboyedov uramı, бывшая 10-я Проектная улица, переименована решением горисполкома № 755 от 1 ноября 1953 года). Названа в честь драматурга и государственного деятеля Александра Грибоедова.[18] Начинаясь от Крымской улицы, пересекает 2-ю Газонную и две Магаданские улицы и заканчивается пересечением с Маршальской улицей. Почтовый индекс — 420105.
- Дачная (тат. Дачы урамы, Daçı uramı, бывшая 1-я Проектная улица, переименована решением горисполкома № 755 от 1 ноября 1953 года). Начинаясь от улицы Гайдара, пересекает улицы Грибоедова, Полярная, Сурикова, Щорса, Мичурина и заканчивается пересечением с 1-й Газонной улицей. Почтовый индекс — 420005, 420105. Дома № 1, 3, 5, 7, 9 — жилые дома Казанского отделения ГЖД.[19][20]
- Железнодорожная (тат. Тимер юл урамы, Timer yul uramı, бывшая 1-я Проектная улица, переименована решением горисполкома № 755 от 1 ноября 1953 года). Начинаясь от улицы Гайдара, проходит между улицей Дачная и железной дорогой. Почтовый индекс — 420105. Дома №№ 50, 52 — жилые дома Казанского отделения ГЖД.[19]
- Калужская (тат. Калуга урамы, Kaluga uramı, бывшая Астраханская улица, переименована решением горисполкома № 379 от 11 мая 1971 года). Названа в честь города Калуги, областного центра в России.[18] Начинаясь от Чебоксарской улицы, пересекается с улицами Садовая, Мичурина, Соревнования, Щорса, Сурикова, Полярная и заканчивается пересечением с Крымской улицей. Почтовый индекс — 420105.
- Киевская (тат. Киев урамы, Kiew uramı). Названа в честь города Киева, столицы Украины.[18] Начинаясь от улицы Невельского, пересекается с улицами Ногинская, Чебоксарская, Мичурина, Щорса, Сурикова и заканчивается после пересечения с Крымской улицей. Почтовый индекс — 420049, 420105.
- Косогорная
- Крымская (тат. Кырым урамы, Qırım uramı). Начинаясь от Поперечно-Крымской улицы, пересекает улицы Калужская, Параллельно-Аметьевская, Магаданская и заканчивается пересечением с Киевской улицей. Почтовый индекс — 420105.
- Магаданская (тат. Магадан урамы, Magadan uramı, бывшая 3-я Проектная улица, переименована решением горисполкома № 755 от 1 ноября 1953 года). Названа в честь города Магадан, областного центра в России.[18] Начинаясь от Студёной улицы, пересекает улицы Плодовая, Моторная, Грибоедова и заканчивается пересечением с Крымской улицей. Почтовый индекс — 420105. Дом № 18 — бывшее общежитие Татарского производственного швейного объединения по выпуску костюмов.[21]
- Магаданская 2-я (тат. 2 нче Магадан урамы, 2 nçe Magadan uramı). Начинаясь от дома № 31а по Моторной улице, заканчивается пересечением с улицей Грибоедова; до постройки этого дома начиналась от Моторной улицы.[22] Почтовый индекс — 420105.
- Марсовая (тат. Марс урамы, Mars uramı, бывшая 26-я Проектная улица, переименована решением горисполкома № 413 от 14 июня 1961 года). Начинаясь от Параллельно-Аметьевской улицы, заканчивается, не доходя до улиц Вятский Овраг и Газонная. Почтовый индекс — 420049[23].
- Маршальская (тат. Маршал урамы, Marşal uramı, бывшая 2-я Проектная улица, переименована решением горисполкома № 755 от 1 ноября 1953 года). Начинаясь от Студёной улицы, пересекает Плодовую и Моторную улицы, заканчивается пересечением с улицей Грибоедова. Почтовый индекс — 420105. Дома №№ 1а и 1б — жилые дома Казанского отделения ГЖД.[19] Дом № 25а — жилой дом швейной фабрики № 3.[24]
- Мичурина (тат. Мичурин урамы, Miçurin uramı). Названа в честь биолога и селекционера Ивана Мичурина.[18] Начинаясь от Аметьевской улицы, пересекает улицы Моторная, Садовая, Калужская, Параллельно-Аметьевская и Киевская, заканчивается пересечением с Дачной улицей. Почтовый индекс — 420075, 420105.
- Моторная (тат. Мотор урамы, Motor uramı, бывшая 7-я Проектная улица, переименована решением горисполкома № 755 от 1 ноября 1953 года). Начинаясь от улицы Мичурина, пересекает улицы Соревнования, Щорса, Сурикова, Полярная, Братская, 2-я Газонная, Магаданская и Марашальская, заканчивается у станции метро «Аметьево». По конечной части улицы проходит общественный транспорт. Почтовый индекс — 420105. Дом № 31 — жилой дом Татарского производственного швейного объединения по выпуску верхней одежды; дом № 51 — жилой дом Казанской нефтебазы.[25][19]
- Невельского (тат. Невелски урамы, Newelski uramı). Названа в честь адмирала Геннадия Невельского.[18] Начинаясь от Параллельно-Аметьевской улицы, заканчивается пересечением с Киевской улицей. Почтовый индекс — 420049.
- Ногинская (тат. Ногинск урамы, Noginsk uramı, названа решением горисполкома № 413 от 14 июня 1961 года). Названа в честь города Ногинск, районного центра в Московской области России.[18] Начинаясь от Параллельно-Аметьевской улицы, заканчивается пересечением с Киевской улицей. Почтовый индекс — 420105.
- Параллельно-Аметьевская (тат. Параллел Әмәт урамы, Parallel Ämät uramı). Начинаясь от Марсовой улицы, пересекает улицы Невельского, Ногинская, Чебоксарская, Мичурина, Щорса, Сурикова, Полярная и заканчивается пересечением с Крымской улицей. Почтовый индекс — 420049, 420105.
- Плодовая (тат. Җимеш урамы, Cimeş uramı, бывшая 6-я Проектная улица, переименована решением горисполкома № 755 от 1 ноября 1953 года). Начинаясь от Магаданский улицы, пересекает Маршальскую улицу и заканчивается недалеко от железной дороги. Почтовый индекс — 420105.
- Подаметьевская
- Подгорная (тат. Тау асты урамы, Taw astı uramı, бывшая Овражная, переименована решением Казгорсовета б/н от 2 ноября 1927 года). Начинаясь от Центральной улицы, пересекает улицы Кривой Овраг и Вятский Овраг, затем разветвляется. Самая «дальняя» часть заканчивается у СТ «Сад Казанского железнодорожного узла». Почтовый индекс — 420049.
- Подгорная 2-я (тат. 2 нче Тау асты урамы, 2 nçe Taw astı uramı). Начинается от Аметьевского переулка. Почтовый индекс — 420049.
- Полярная (тат. Котып урамы, Qotıp uramı, бывшая 3-я вновь проектируемая, переименована до 1939 года[26]). Начинаясь от Моторной улицы, пересекает улицы Поперечно-Крымская, Калужская, Параллельно-Аметьевская, Киевская и заканчивается пересечением с Дачной улицей. Почтовый индекс — 420105.
- Поперечно-Крымская (тат. Аркылы Кырым урамы, Arqılı Qırım uramı). Начинаясь от Полярной улицы, заканчивается пересечением с Крымской улицей. Почтовый индекс — 420105.
- Поперечно-Чебоксарская (тат. Аркылы Чабаксар урамы, Arqılı Çabaqsar uramı). Начинаясь от 1-й Газонной улицы, заканчивается пересечением с Чебоксарской улицей. Почтовый индекс — 420105.
- Приборная (тат. Әсбап урамы, нет метки). Начинаясь от Чебоксарской улицы, пересекает Вятский переулок и заканчивается пересечением с Чебоксарской же улицей. Почтовый индекс — 420105.
- Садовая (тат. Бакча урамы, нет метки). Начинаясь от Чебоксарской улицы, пересекает Калужскую улицу и заканчивается пересечением с улицей Мичурина; затем вновь начинается от улицы Сурикова и заканчивается у Полярной улицы. Почтовый индекс — 420105.
- Соревнования (тат. Ярыш урамы, Yarış uramı). Начинаясь от улицы Мичурина, пересекает улицы Моторная и Калужская и заканчивается пересечением с Параллельно-Аметьевской улицей. Почтовый индекс — 420105.
- Старо-Аметьевская (тат. Иске Әмәт урамы, Iske Ämät uramı, бывший Аметьевский спуск, переименована решением горисполкома № 413 от 14 июня 1961 года). Заканчивается пересечением с Вятской улицей. Почтовый индекс — 420049.
- Студёная (тат. Суык урам, Suıq uram, бывшая 5-я Проектная улица, переименована решением горисполкома № 755 от 1 ноября 1953 года). Проходит параллельно проспекту Универсиады, пересекаясь с Магаданской и Маршальской улицами. Почтовый индекс — 420105.
- Сурикова (тат. Суриков урамы, Surikov uramı, бывшая Атнинская улица, переименована решением горисполкома № 755 от 1 ноября 1953 года; ранее 2-я вновь проектируемая, переименована до 1939 года[26]). Названа в честь художника Василия Сурикова.[18] Начинаясь от Моторной улицы, пересекает улицы Садовая, Калужская, Параллельно-Аметьевская и Киевская, заканчивается пересечением с Дачной улицей. Почтовый индекс — 420105.
- Тихогорская
- Чебоксарская (тат. Чабаксар урамы, Çabaqsar uramı, бывшая Школьная улица).[27] Названа в честь города Чебоксары.[18] Начинаясь от Аметьевской улицы, пересекает улицы Калужская, Садовая, Приборная, Вятский переулок, вновь Приборная, Параллельно-Аметьевская, Киевская, 1-я Газонная и заканчивается пересечением с Поперечно-Чебоксарской улицей. Почтовый индекс — 420105.
- Щорса (тат. Щорс урамы, Çors uramı, бывшая 1-я вновь проектируемая, переименована до 1939 года[26]).  Начинаясь от Моторной улицы, пересекает улицы Калужская, Параллельно-Аметьевская, Киевская и заканчивается пересечением с Дачной улицей. Почтовый индекс — 420105.
- Юдинская (тат. Юдино урамы, Yudino uramı, бывшая 21-я Проектная улица, переименована решением горисполкома № 755 от 1 ноября 1953 года).  Идёт параллельно Чебоксарской улице, соединяясь с ней безымянным проездом. Почтовый индекс — 420105.

## Транспорт

### Автобус
Общественный транспорт появился в Аметьево не позднее второй половины 1970-х годов — автобус четвёртого маршрута соединил посёлок с железнодорожным вокзалом, после появления в городе маршрутных такси к нему добавилась «маршрутка» № 139 («посёлок Аметьево» – «улица Волгоградская»). После утверждения новой маршрутной сети Казани в 2007 году автобус № 4 стал № 3, а вместо «маршрутки» стал ходить автобус № 67. В 2009 году до посёлка был продлён маршрут № 2, шедший от Привокзальной улицы.
10 ноября 2011 года маршруты № 3 и № 67 были закрыты.
Всего в Аметьево четыре автобусные остановки: «Мичурина» (угол улиц Мичурина и Аметьевской, бывшая «Магазин»), «школа № 14» (у поворота с Аметьевской на Братскую улицу), «Аметьево» (на Моторной улице, недалеко от пересечения с Магаданской улицей), и «метро Аметьево» (у одноимённой станции метро).